# Leskeodon dussii
Leskeodon dussii är en bladmossart som beskrevs av Edwin Bunting Bartram 1955. Leskeodon dussii ingår i släktet Leskeodon och familjen Daltoniaceae. Inga underarter finns listade i Catalogue of Life.